# 圣达尼老圣文策老圣殿总主教座堂

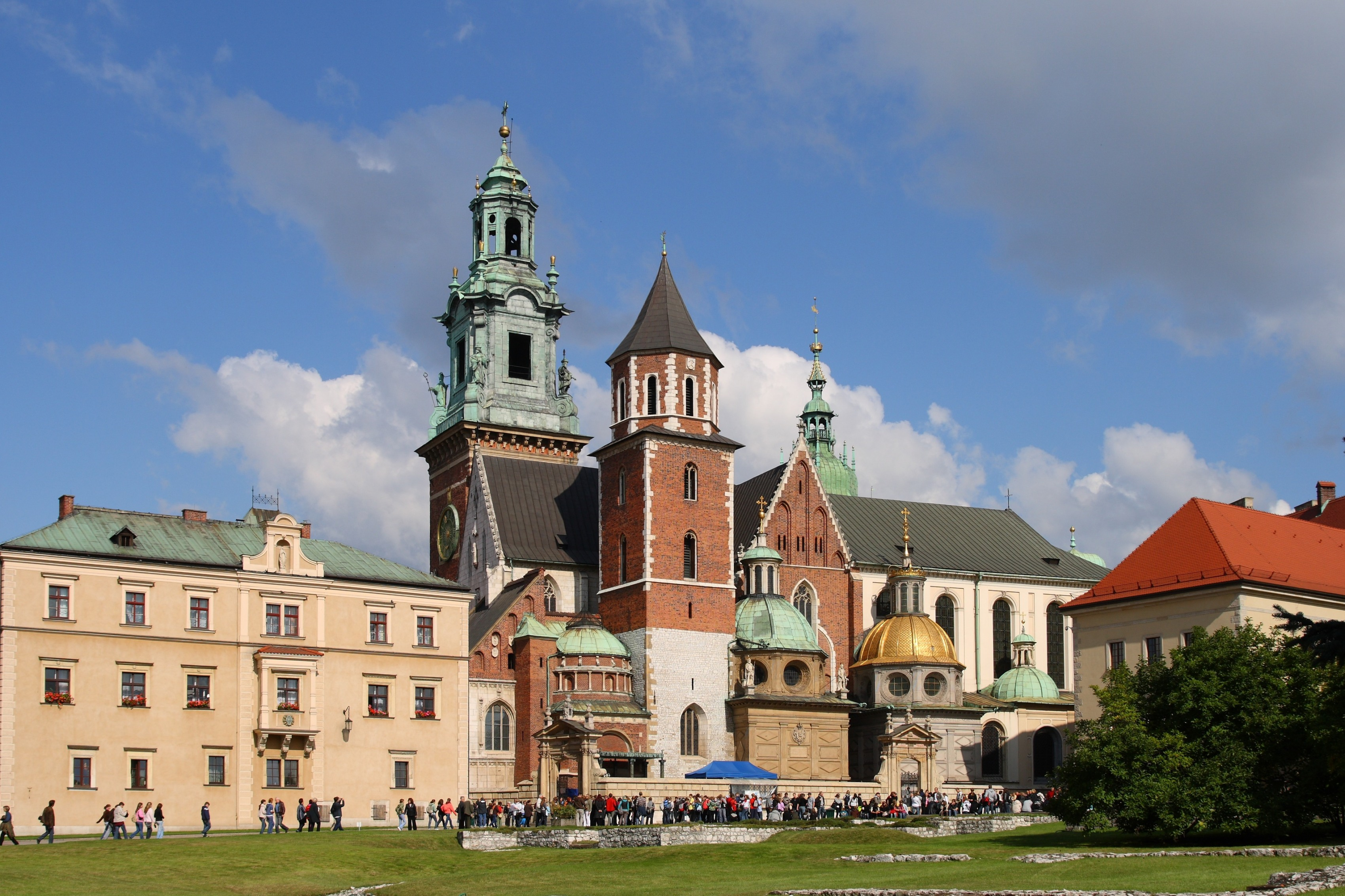
瓦维尔主教座堂

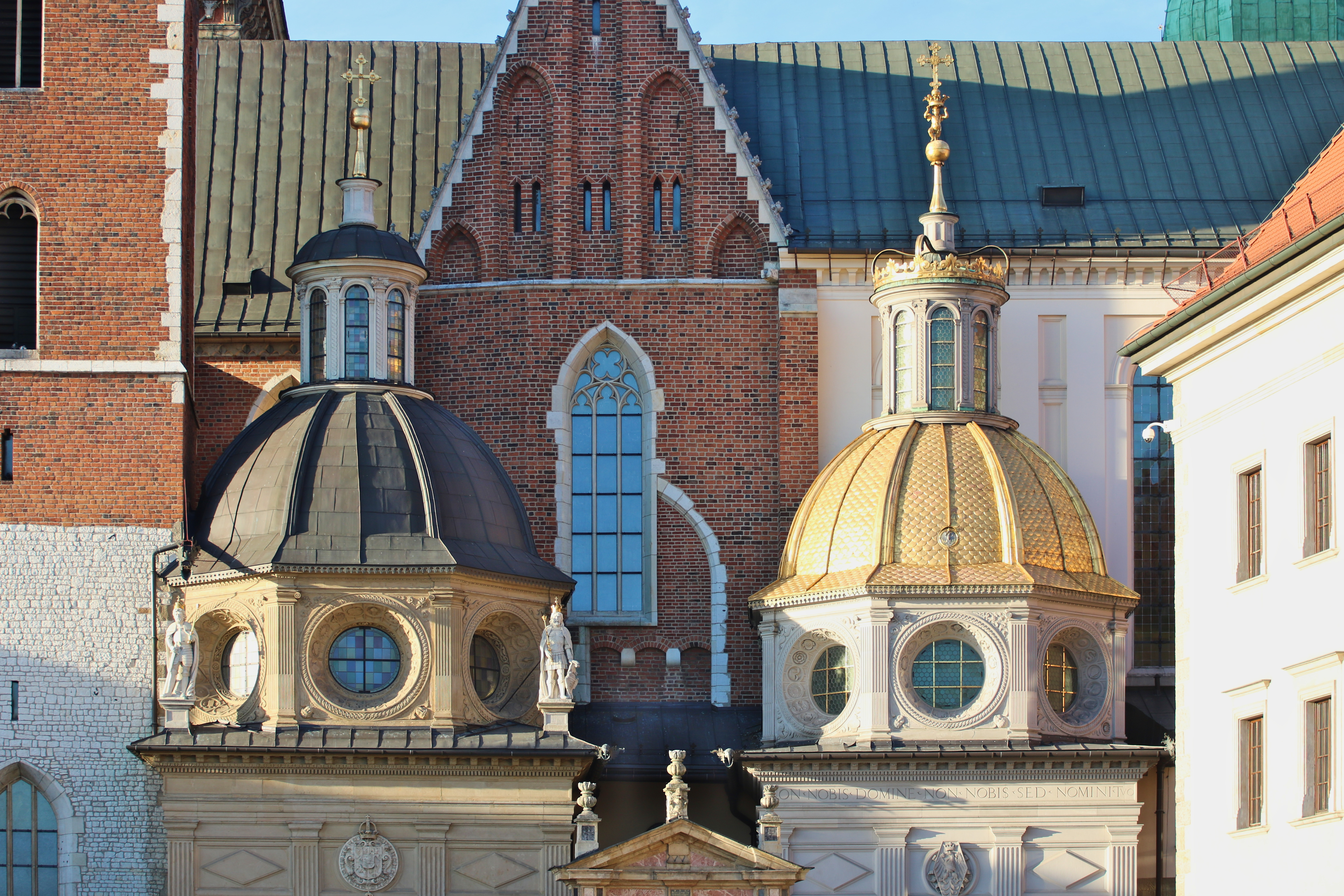
齐格蒙特小堂（右侧有金色圆顶者）和Vasa王朝小堂（左侧）

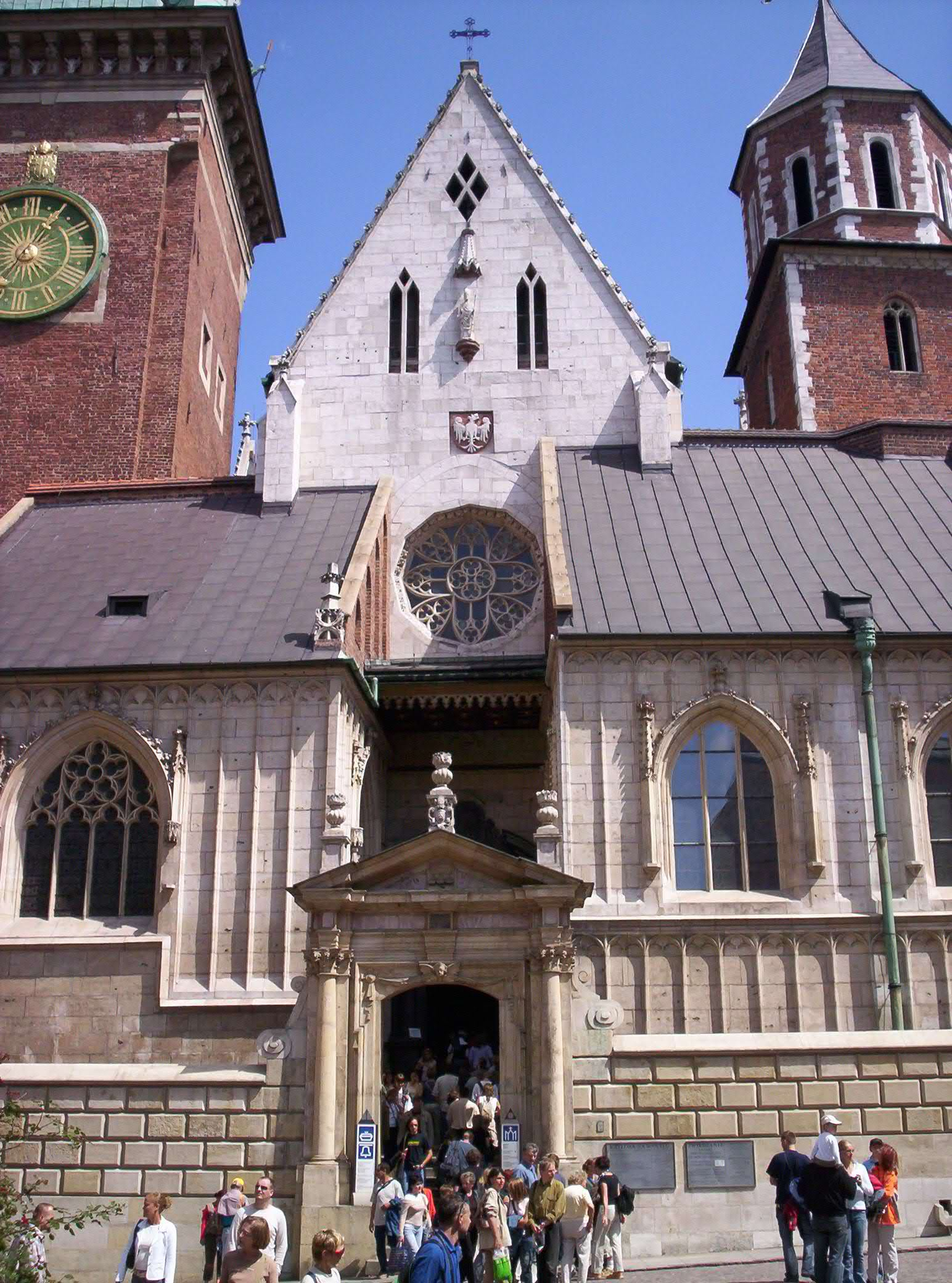
圣索菲亚小堂（右侧）和圣十字小堂（左侧）之间的大门

圣达尼老圣文策老圣殿总主教座堂（波蘭語：Bazylika archikatedralna św. Stanisława i św. Wacława w Krakowie）俗稱瓦维尔主教座堂（katedra wawelska），是位於波兰克拉科夫瓦维尔山上的教堂，也是天主教克拉科夫总教区的主教座堂。
在過去9百年的時間裡，瓦维尔主教座堂是波兰的国家圣殿，歷代波西米亞國王在此举行加冕仪式，14世纪以后也多安葬於此，此外它的建築風格也相當多元。1946年11月2日，教宗若望保禄二世在教堂的地下室主持了他晉鐸後的第一台彌撒。2010年4月，墜機遇難的波蘭總統萊赫·卡欽斯基及夫人瑪麗亞·卡欽斯卡亦安葬於此。

## 齐格蒙特小堂
教堂南端的齐格蒙特小堂（Kaplica Zygmuntowska），被誉为“意大利以外最纯净的文艺复兴建筑”，兴建于1517－33年。方形的小教堂有着金色的圆顶，安葬着国王齐格蒙特一世和齐格蒙特二世。